# دهستان تانگ
دهستان تانگ (به لاتین: Tang Gewog) یک دهستان در کشور بوتان است که در ناحیهٔ بومتهنگ واقع شده‌است.